# August 1982
Portal Geschichte | Portal Biografien | Aktuelle Ereignisse | Jahreskalender | Tagesartikel

◄ |
19. Jahrhundert |
20. Jahrhundert
| 21. Jahrhundert

◄ |
1950er |
1960er |
1970er |
1980er
| 1990er | 2000er | 2010er | ►

◄ |
1978 |
1979 |
1980 |
1981 |
1982
| 1983 | 1984 | 1985 | 1986 | ►

◄ |
Mai 1982 |
Juni 1982 |
Juli 1982 |
August 1982 |
September 1982 |
Oktober 1982 |
November 1982 |
►
Dieser Artikel behandelt aktuelle Nachrichten und Ereignisse im August 1982.

## Tagesgeschehen

### Sonntag, 1. August 1982
- Nairobi/Kenia: Die regierungstreuen Teile der Streitkräfte beenden nach wenigen Tagen den von Offizieren der Luftstreitkräfte angeführten Putschversuch gegen Präsident Daniel arap Moi von der  Partei Afrikanische Nationalunion. Dabei nehmen sie den Tod von Hunderten Menschen in Kauf. Ein Augenzeuge beklagt, jetzt sei Nairobis Innenstadt „zugerichtet wie Beirut“.[1]

### Dienstag, 3. August 1982
- Iran: Der im Juli gescheiterte Versuch des Iran, die südirakische Region am Fluss Schatt al-Arab im Golfkrieg mit der Iranischen Revolutionsgarde, der Hilfspolizei, Panzern und Infanteristen zu besetzen, führt heute zu einem massierten Luftkrieg des Irak gegen Städte im Iran, doch die Luftschläge sind noch weit davon entfernt, eine kriegsentscheidende Wirkung zu entfalten.[2]

### Sonntag, 8. August 1982
- Guayaquil/Ecuador: Die 4. Schwimmweltmeisterschaften der FINA gehen zu Ende. Die erfolgreichste Nation sind die Vereinigten Staaten mit 34 Medaillen. Die Schwimmer aus der DDR gewinnen 26 und die der BRD sechs Medaillen. In den prestigeträchtigen Disziplinen über 100 m und 200 m Freistil siegen mit Jörg Woithe und Michael Groß zwei deutsche Athleten.[3]
- Wien/Österreich: Der deutsche Bundesminister für Forschung und Technologie Andreas von Bülow (SPD) und die amerikanische Weltraumorganisation NASA treffen eine Grundsatzvereinbarung für ein Programm zur Erforschung des elektromagnetischen Spektrums des Weltalls mit Hilfe der Röntgenastronomie. Verifizierte Röntgenquellen im Weltall dienen als Nachweis für Objekte, z. B. für eine Galaxie.[4][5]

### Mittwoch, 11. August 1982
- Angola: Laut südafrikanischer Regierung töten die eigenen Streitkräfte – aus Namibia vorstoßend – 314 Kämpfer aus den Reihen der Südwestafrikanischen Volksorganisation (SWAPO) im Süden Angolas innerhalb von zwei Tagen. Das Ziel der SWAPO ist die staatliche Souveränität Namibias.[6]

### Donnerstag, 12. August 1982
- Mexiko-Stadt/Mexiko: Finanzminister Jesús Silva Herzog erklärt den Kreditgebern des Staats Mexiko, dass dieser mangels Liquidität in fremden Zahlungsmitteln sämtliche Verträge über Kredite in ausländischen Währungen nicht einhalten wird.[7]

### Sonntag, 15. August 1982
- Malabo/Äquatorialguinea: In einem Referendum zur Änderung der Verfassung werden 95,8 % der Stimmen als Votum für neue Vorschriften zum Schutz der Menschenrechte gewertet. Gleichzeitig wird die Amtszeit von Präsident Teodoro Obiang Nguema Mbasogo bis ins Jahr 1989 verlängert.[8]

### Montag, 16. August 1982
- Hamburg/Deutschland: Der hessische Ministerpräsident Holger Börner, erneut Spitzenkandidat der SPD bei der Landtagswahl im nächsten Monat, wirft den Grünen vor, sich mit ihrer kämpferischen Haltung gegenüber dem Parlamentarismus in die Nähe von Faschisten zu bringen. Eine mögliche Zusammenarbeit beider Parteien im nächsten Hessischen Landtag ist mit dieser Aussage hinfällig.[9]
- Santo Domingo/Dominikanische Republik: Salvador Jorge Blanco von der Revolutionären Partei wird als neuer Staatspräsident vereidigt. Er löst den Übergangspräsidenten Jacobo Majluta Azar ab, denn sein gewählter Vorgänger und Parteikollege Antonio Guzmán Fernández beging am 4. Juli Suizid.[10]

### Dienstag, 17. August 1982
- Langenhagen/Deutschland: Das Tonträgerunternehmen PolyGram startet als erstes Unternehmen der Welt die Produktion von Compact Discs Digital Audio (CD-DA). Dieser optische Datenspeicher wurde 1981 vorgestellt und ist im Wesentlichen eine Entwicklung des niederländischen Elektronikunternehmens Philips. Ein Vorteil gegenüber Schallplatten besteht darin, dass die per Laser abtastbare Tonspur als „Ja“-oder-„Nein“-System angelegt ist, wobei eingepresste Pits (deutsch „Gruben“) die einzige Modulation darstellen. Das Fehlen von Reibung bewirkt hohe Klangqualität selbst bei häufiger Nutzung.[11]

### Mittwoch, 18. August 1982
- Leinfelden-Echterdingen/Deutschland: Das Land Baden-Württemberg und die Stadt Leinfelden-Echterdingen übernehmen von dem finanziell angeschlagenen Spielkartenhersteller ASS AG das Deutsche Spielkartenmuseum, in dem über 10.000 Spielkartensätze aufbewahrt werden.[12]

### Samstag, 21. August 1982
- Beirut/Libanon: Fallschirmjäger der Streitkräfte Frankreichs landen in der Hauptstadt des Bürgerkriegslands in Vorderasien, um den von Israel und den Vereinigten Staaten geforderten Abzug der Truppen der Palästinensischen Befreiungsorganisation (PLO) zu überwachen. Tunesien signalisierte den Kämpfern der PLO seine Aufnahmebereitschaft.[13]
- Bremen/Deutschland: Im Spiel SV Werder Bremen gegen FC Bayern München in der Fußball-Bundesliga erzielt Bremens Stürmer Uwe Reinders ein reguläres Tor per Einwurf. Der Treffer zählt, weil Münchens neuer Torhüter Jean-Marie Pfaff den Ball vor dem Überschreiten der Torlinie abfälscht.[14]

### Montag, 23. August 1982
- Beirut/Libanon: Die Nationalversammlung wählt mit Bachir Gemayel den Gründer der maronitischen Miliz „Libanesische Kräfte“ zum neuen Staatspräsidenten.[15]

### Samstag, 28. August 1982
- Frankfurt am Main/Deutschland: Der 87-jährige deutsche Schriftsteller Ernst Jünger erhält unter Protest aus politisch links stehenden Kreisen den Goethepreis der Stadt Frankfurt am Main. Der Geehrte vertrat in der Zeit zwischen den beiden Weltkriegen öffentlich die Ansicht, dass alles Leben schon deshalb kriegerisch eingestellt sei, weil es sich voneinander unterscheide. Die Frankfurter SPD bezeichnete ihn vor wenigen Wochen als „präfaschistisch“.[16]

### Sonntag, 29. August 1982
- Darmstadt/Deutschland: Einer Forschungsgruppe der Gesellschaft für Schwerionenforschung gelingt die weltweit erstmalige Erzeugung des vorläufig namenlosen chemischen Elements mit der Ordnungszahl 109 aus der Cobaltgruppe.[17]

### Dienstag, 31. August 1982
- Warschau/Polen: Gegen das von der kommunistischen Regierungspartei am 13. Dezember 1981 verhängte Kriegsrecht, das zu massiver Gewalt gegen Oppositionelle führte – obwohl sich etliche, auch hohe Mitglieder der Regierungspartei selbst zu den Ideen der pro-demokratischen Bürgerrechtsbewegung bekennen −, demonstrieren in der polnischen Hauptstadt mehr als 100.000 Menschen.[18]